# Lijst van personen overleden in oktober 2014
Dit is een lijst van bekende personen die zijn overleden in oktober 2014.

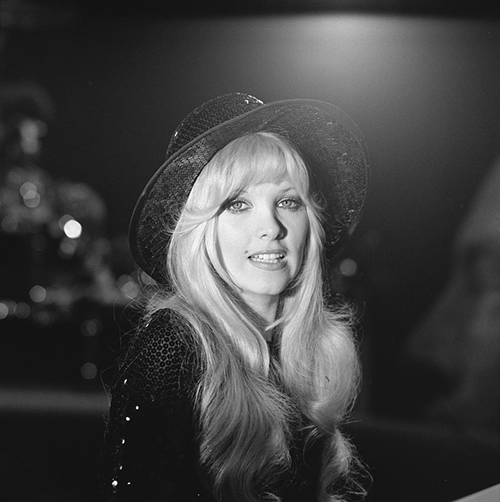
Lynsey de Paul
1 oktober

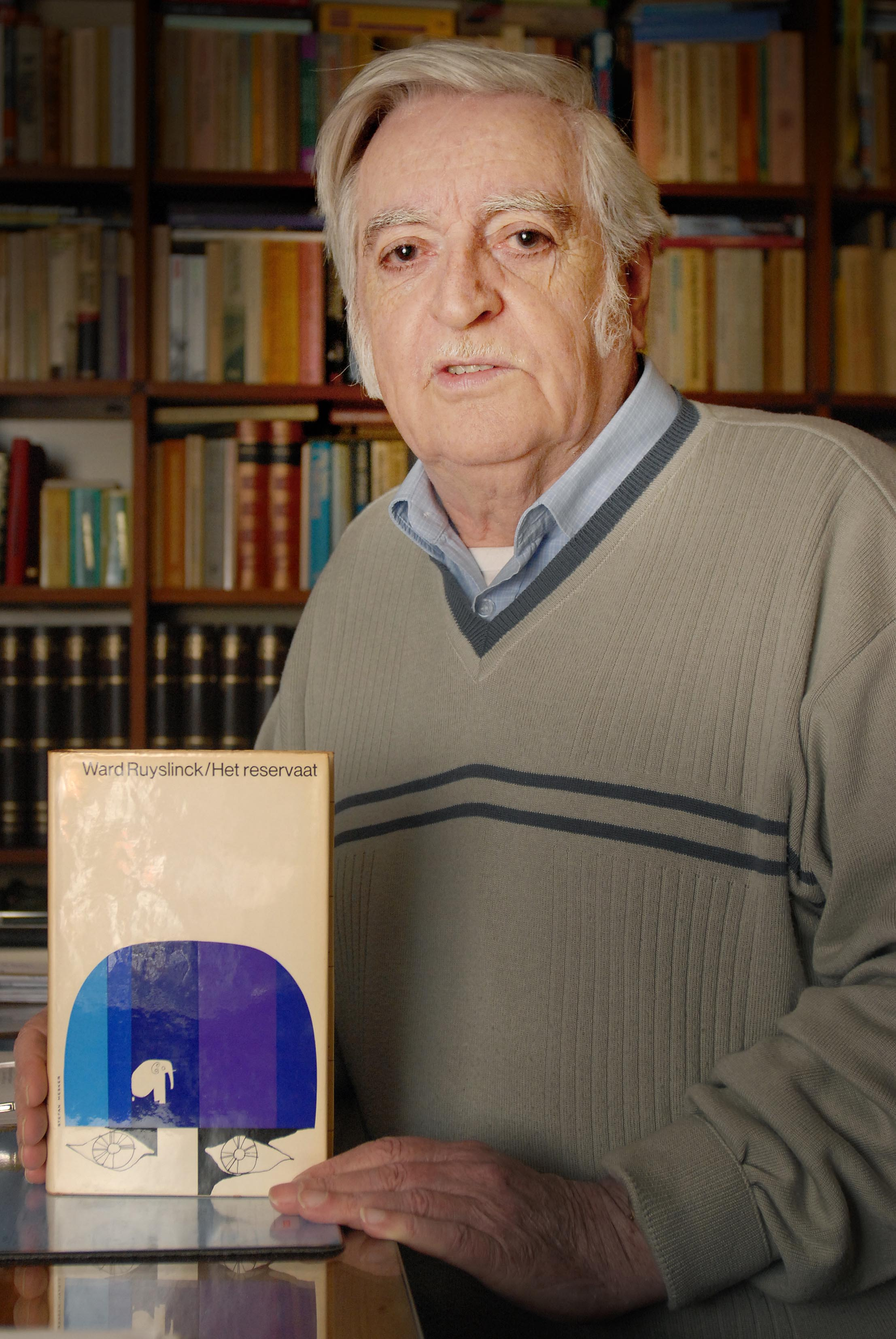
Ward Ruyslinck
3 oktober

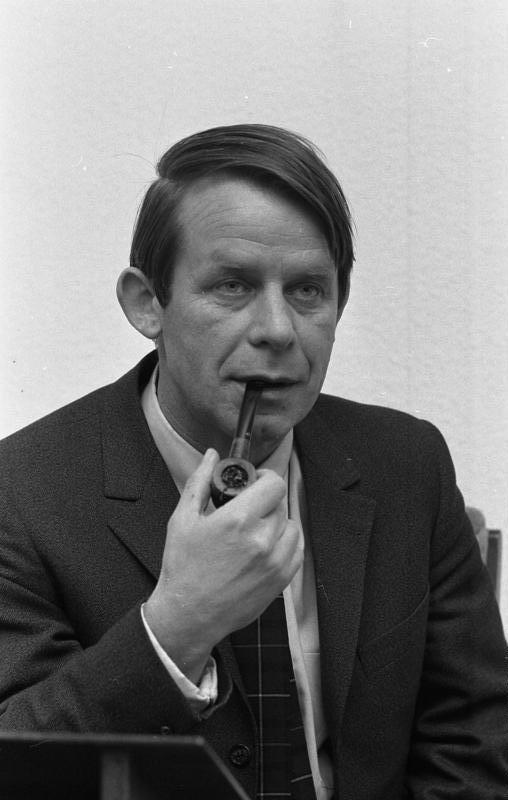
Siegfried Lenz
7 oktober

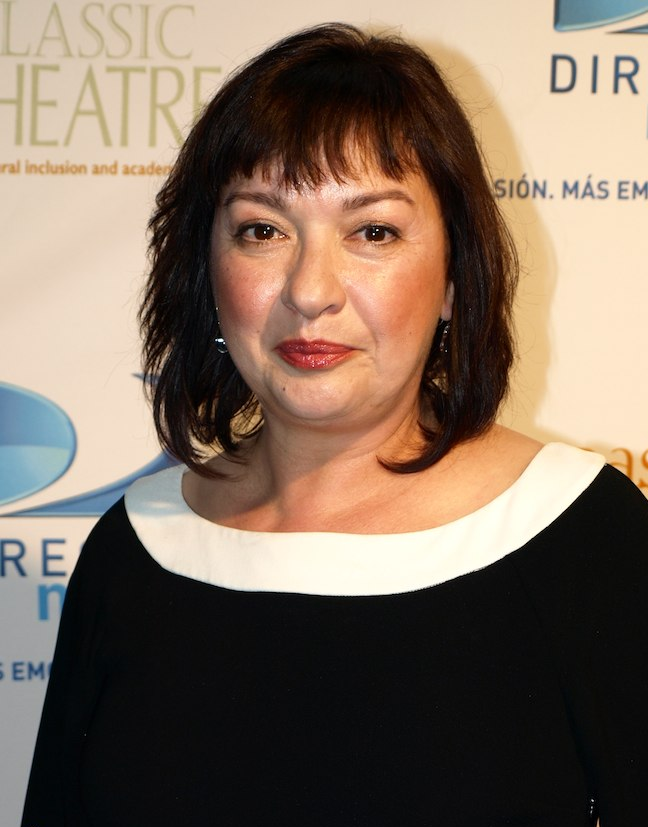
Elizabeth Peña
14 oktober

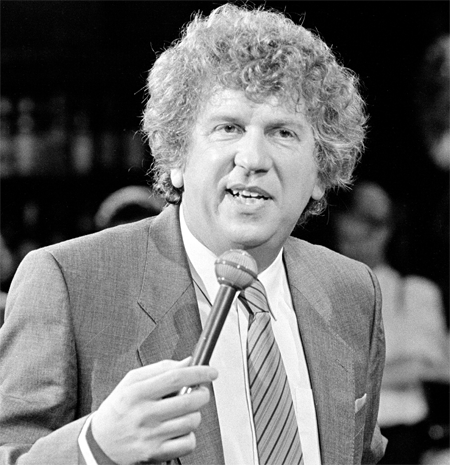
Seth Gaaikema
21 oktober

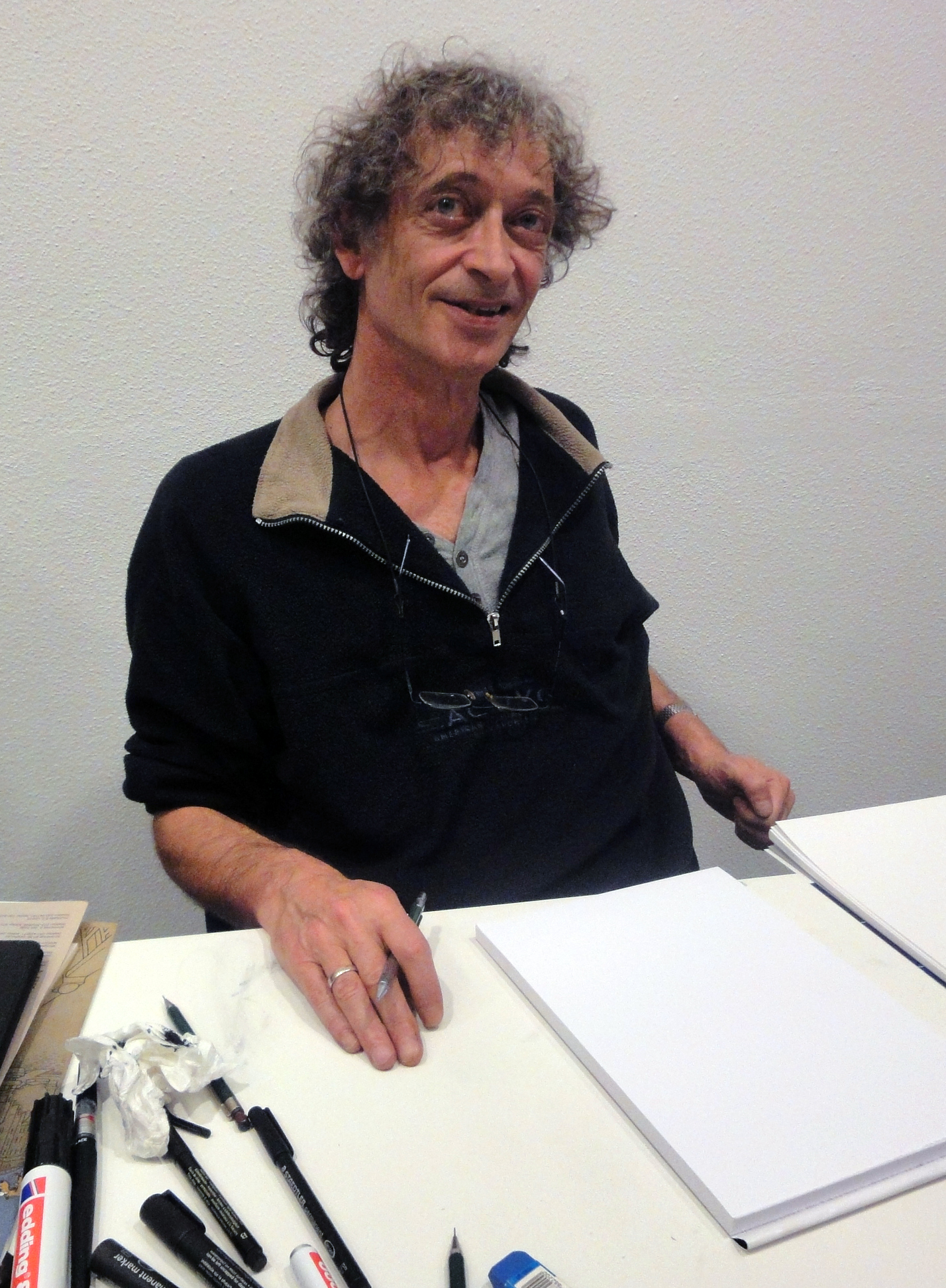
Marnix Rueb
23 oktober

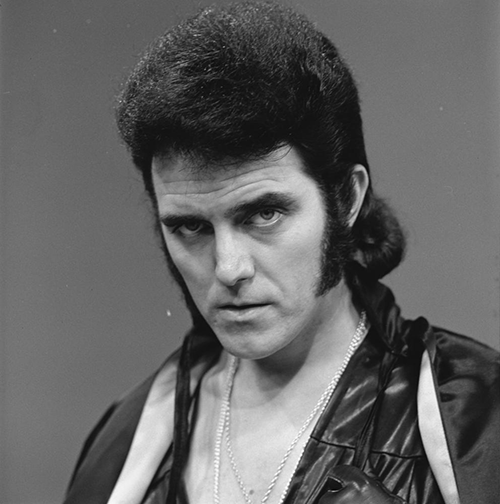
Alvin Stardust
23 oktober

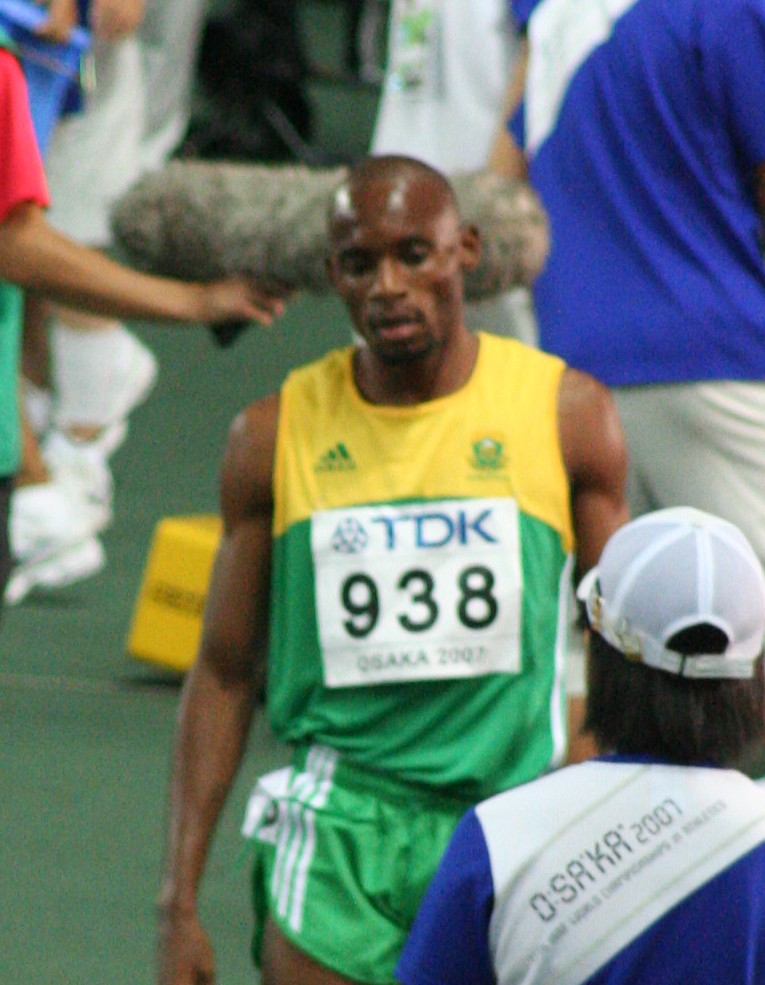
Mbulaeni Mulaudzi
24 oktober

| 1 | 2 | 3 | 4 | 5 | 6 | 7 | 8 | 9 | 10 | 11 | 12 | 13 | 14 | 15 | 16 | 17 | 18 | 19 | 20 | 21 | 22 | 23 | 24 | 25 | 26 | 27 | 28 | 29 | 30 | 31 |
| - | - | - | - | - | - | - | - | - | -- | -- | -- | -- | -- | -- | -- | -- | -- | -- | -- | -- | -- | -- | -- | -- | -- | -- | -- | -- | -- | -- |

### 1 oktober
- Lynsey de Paul (66), Brits singer-songwriter[1]
- Jan Zindel (86), Nederlands radioverslaggever[2]

### 2 oktober
- Jan Rem (84), Nederlands atleet[3]
- Maryline Troonen (40), Belgisch atlete[4]

### 3 oktober
- Ward Ruyslinck (85), Belgisch schrijver[5]

### 4 oktober
- Jean-Claude Duvalier (63), president van Haïti[6]
- Leo Schatz (96), Nederlands kunstschilder, tekenaar en dichter[7]
- Fjodor Tsjerenkov (55), Russisch voetballer[8]

### 5 oktober
- Andrea de Cesaris (55), Italiaans formule 1-coureur[9]
- Anna Przybylska (35), Pools actrice en model[10]

### 6 oktober
- Membrandt (Christa Maatjens; 60), Nederlands kunstenares[11]
- Igor Mitoraj (70), Pools beeldhouwer[12]
- Marian Seldes (86), Amerikaans actrice[13]

### 7 oktober
- Siegfried Lenz (88), Duits schrijver[14]

### 8 oktober
- Jeen van den Berg (86), Nederlands schaatser[15]

### 9 oktober
- Max De Vries (100), Belgisch communist en verzetsman[16]
- Jan Hooks (57), Amerikaans actrice en comédienne[17]

### 11 oktober
- Brian Lemon (77), Brits jazzpianist en -arrangeur[18]
- Carmelo Simeone (81), Argentijns voetballer[19]

### 13 oktober
- Patricia Carson (85), Brits-Belgisch historica en schrijfster[20]

### 14 oktober
- Elizabeth Peña (55), Amerikaans actrice[21]

### 15 oktober
- Marie Dubois (77), Frans actrice[22]

### 17 oktober
- Masaru Emoto (71), Japans onderzoeker[23]
- Daisuke Oku (38), Japans voetballer[24]

### 18 oktober
- Paul Craft (76), Amerikaans singer-songwriter[25]

### 19 oktober
- Bernard Bartelink (84), Nederlands organist en componist[26]
- Jan Herreman (86), Belgisch politicus[27]
- John Holt (67), Jamaicaans reggaezanger[28]
- Coen Kaayk (67), Nederlands beeldhouwer[29]
- Étienne Mourrut (74), Frans politicus[30]
- Raphael Ravenscroft (60), Brits saxofonist[31]

### 20 oktober
- Auke de Boer (95), Nederlands burgemeester[32]
- René Burri (81), Zwitsers fotograaf[33]
- Lilli Carati (58), Italiaans actrice[34]
- Christophe de Margerie (63), Frans bestuursvoorzitter[35]
- Óscar de la Renta (82), Dominicaans modeontwerper[36]
- Miloslava Rezková (64), Tsjecho-Slowaakse atlete[37]
- Oswald Versyp (75), Belgisch acteur[38]

### 21 oktober
- Seth Gaaikema (75), Nederlands cabaretier, musicalschrijver en vertaler[39]
- Gough Whitlam (98), Australisch premier[40]

### 23 oktober
- Ramiro Pinilla (91), Spaans schrijver[41]
- André Piters (83), Belgisch voetballer[42]
- Marnix Rueb (59), Nederlands illustrator, striptekenaar en cartoonist[43]
- Alvin Stardust (72), Brits zanger[44]

### 24 oktober
- Kim Anderzon (71), Zweeds actrice[45]
- Mbulaeni Mulaudzi (34), Zuid-Afrikaans atleet[46]
- Chris Veraart (70), Nederlands advocaat, dichter en schrijver[47]

### 25 oktober
- Jack Bruce (71), Brits bassist en zanger[48]

### 26 oktober
- Kobe (64), Belgisch beeldhouwer
- Senzo Meyiwa (27), Zuid-Afrikaans voetbaldoelman[49]

### 27 oktober
- Reintje Venema (92), Nederlands tekenares en illustratrice[50]

### 28 oktober
- Michael Sata (77), president van Zambia[51]

### 29 oktober
- Rainer Hasler (56), Liechtensteins voetballer[52]
- Klas Ingesson (46), Zweeds voetballer en voetbaltrainer[53]

### 30 oktober
- Juan Flavier (79), Filipijns politicus[54]
- Thomas Menino (71), Amerikaans burgemeester[55]

### 31 oktober
- Ciguli (57), Turks zanger[56]

1900 ·
1901 ·
1902 ·
1903 ·
1904 ·
1905 ·
1906 ·
1907 ·
1908 ·
1909 ·
1910 ·
1911 ·
1912 ·
1913 ·
1914 ·
1915 ·
1916 ·
1917 ·
1918 ·
1919 ·
1920 ·
1921 ·
1922 ·
1923 ·
1924 ·
1925 ·
1926 ·
1927 ·
1928 ·
1929 ·
1930 ·
1931 ·
1932 ·
1933 ·
1934 ·
1935 ·
1936 ·
1937 ·
1938 ·
1939 ·
1940 ·
1941 ·
1942 ·
1943 ·
1944 ·
1945 ·
1946 ·
1947 ·
1948 ·
1949 ·
1950 ·
1951 ·
1952 ·
1953 ·
1954 ·
1955 ·
1956 ·
1957 ·
1958 ·
1959 ·
1960 ·
1961 ·
1962 ·
1963 ·
1964 ·
1965 ·
1966 ·
1967 ·
1968 ·
1969 ·
1970 ·
1971 ·
1972 ·
1973 ·
1974 ·
1975 ·
1976 ·
1977 ·
1978 ·
1979 ·
1980 ·
1981 ·
1982 ·
1983 ·
1984 ·
1985 ·
1986 ·
1987 ·
1988 ·
1989 ·
1990 ·
1991 ·
1992 ·
1993 ·
1994 ·
1995 ·
1996 ·
1997 ·
1998 ·
1999 ·
2000 ·
2001 ·
2002 ·
2003 ·
2004 ·
2005 ·
2006 ·
2007 ·
2008 ·
2009 ·
2010 ·
2011 ·
2012 ·
2013 ·
2014 ·
2015 ·
2016 ·
2017 ·
2018 ·
2019 ·
2020 ·
2021 ·
2022 ·
2023 ·
2024 ·
2025